# Wahlen 1818
Wahlen 1818 | 1820 | 1821 | 1822 | ► | ►►

Weitere Ereignisse
Die Liste der Wahlen 1818 umfasst Parlamentswahlen, Präsidentschaftswahlen, Referenden und sonstige Abstimmungen auf nationaler und subnationaler Ebene, die im Jahr 1818 weltweit abgehalten wurden.

## Termine
| Land                   | Datum               | Link zur Wahl 1818                                  | Link zur letzten Wahl | Bemerkung                              |
| ---------------------- | ------------------- | --------------------------------------------------- | --------------------- | -------------------------------------- |
| Nassau                 | Anfang des Jahres   | Wahl für die Landstände des Herzogtums Nassau       |                       | Erste Wahl, nur wenige Wahlberechtigte |
| Vereinigte Staaten     | ab dem 26. April    | Wahl zum Repräsentantenhaus der Vereinigten Staaten | 1816                  |                                        |
| Vereinigtes Königreich | ab dem 17. Juni     | Britische Unterhauswahl                             | 1812                  |                                        |
| Chile                  | am 23. Oktober      | Verfassungsreferendum in Chile                      |                       |                                        |
| Bayern                 | 2. bis 25. Dezember | Wahl der bayerischen Kammer der Abgeordneten        |                       | Erste Wahl                             |